# Garcinia kurzii
Garcinia kurzii är en tvåhjärtbladig växtart som beskrevs av Jean Baptiste Louis Pierre. Garcinia kurzii ingår i släktet Garcinia och familjen Clusiaceae. Inga underarter finns listade i Catalogue of Life.